# Pequena Caimão
Pequena Caimão (português europeu) ou Pequena Caimã (português brasileiro) (em inglês: Little Cayman) é uma das três ilhas que formam a nação das Ilhas Caimão (Ilhas Caimã, em português brasileiro). Localizada no mar do Caribe, 93 quilômetros ao nordeste de Grande Caimão e 8 km ao oeste de Caimão Brac. Pequena Caimão tem cerca de 170 habitantes fixos, aproximadamente 16 km de comprimento e uma largura média de 2 km. A maior parte da ilha está ao nível do mar, sendo a maior elevação de apenas 12 metros.

## História
O primeiro avistamento de Pequena Caimão, juntamente com Caimão Brac, foi documentado por Cristóvão Colombo em 10 de maio de 1503, em sua última viagem, quando ventos fortes tiraram sua embarcação de curso. À época, Colombo batizou as ilhas de "Las Tortugas", por conta do grande número de tartarugas que viviam ali. Posteriormente receberam o nome de "Las Caymanas", tendo as iguanas nativas da ilha sido confundidos com caimãs, uma espécie de jacaré.
O primeiro povoamento da ilha ocorreu no século XVII, quando caçadores de tartarugas ergueram um acampamento no local. Após serem atacados por um pirata espanhol em 1671, os assentamentos foram abandonados e a ilha se manteve deserta até 1833, quando o povoado de Blossom Village foi formado por algumas famílias. No início do Século XX, algumas centenas de pessoas viviam em Pequena Caimão, exportando fosfato, cocos e cordas para uso em navios.

## Fauna
Entre a fauna em perigo de Pequena Caimão encontra-se a espécie de iguana Cyclura nubila caymanensis.